# Classe Ersatz Yorck
A Classe Ersatz Yorck foi uma classe de cruzadores de batalha planejada pela Marinha Imperial Alemã, composta por três navios designados provisoriamente como Ersatz Yorck, Ersatz Gneisenau e Ersatz Scharnhorst. As embarcações foram originalmente encomendadas como membros da predecessora Classe Mackensen, porém o desenvolvimento de outros cruzadores de batalha por marinhas estrangeiras fez com que tivessem seus projetos alterados para serem armados com canhões mais poderosos de 380 milímetros. Os navios nunca foram construídos devido às mudanças de prioridades de construção em favor de submarinos em decorrência do andamento da Primeira Guerra Mundial.
Os três cruzadores de batalha da Classe Ersatz Yorck, como originalmente projetados, seriam armados com oito canhões de 380 milímetros montados em quatro torres de artilharia duplas. Teriam um comprimento de fora a fora de 227 metros, boca de trinta metros, calado de nove metros e um deslocamento carregado de 38 mil toneladas. Seus sistemas de propulsão seriam compostos por 32 caldeiras mistas de óleo combustível e carvão que alimentariam quatro conjuntos de turbinas a vapor, que por sua vez girariam quatro hélices até uma velocidade máxima de 27 nós (cinquenta quilômetros por hora). Os navios teriam um cinturão principal de blindagem entre cem e trezentos milímetros de espessura.

## Desenvolvimento
A quarta e última Lei Naval foi aprovada pela Dieta Imperial em 1912 e ditou o programa de construção da Marinha Imperial Alemã durante a Primeira Guerra Mundial. O Escritório Naval Imperial decidiu que para cumprir as exigências estabelecidas pela lei, um couraçado e um cruzador de batalha deveriam ser construídos anualmente entre 1913 e 1917, com uma unidade adicional de ambos os tipos em 1913 e 1916. A guerra começou em 1914 e o escritório inicialmente achava que o conflito terminaria rapidamente, mas ficou claro no começo de 1915 que isso não seria o caso. Consequentemente, foi decidido usar o programa de construção previsto para substituir os cinco cruzadores blindados que tinham sido afundados nos primeiros seis meses da guerra por cruzadores de batalha, em vez de se construir novos couraçados. Os últimos três desses novos cruzadores de batalha substituiriam o SMS Yorck e os dois membros da Classe Scharnhorst, afundados em novembro e dezembro de 1914. Como foram encomendados para substituir navios antigos, em vez de serem novas adições para a frota, receberam os tradicionais nomes provisórios com o prefixo ersatz.
As três embarcações da Classe Ersatz Yorck originalmente seriam membros da Classe Mackensen e o financiamento inicial foi reservado em 21 de fevereiro de 1915. O almirante Eduard von Capelle assumiu como Secretário de Estado do Escritório Naval Imperial em 16 de março de 1916, levantando questões sobre os três navios. O imperador Guilherme II queria que eles fossem armados com canhões de 380 milímetros, em vez dos 350 milímetros da Classe Mackensen. O Departamento de Construção apresentou em 19 de abril propostas de projeto, chamadas GK1, GK2 e GK3. Os três tinham armas de 380 milímetros e um deslocamento entre 34 e 38 mil toneladas. Isto era um aumento significativo sobre a Classe Mackensen, que foi projetada com um deslocamento de 31 mil toneladas; esse aumento devia-se principalmente à bateria principal maior, motores maiores e mais poderosos e caldeiras adicionais que proporcionariam um aumento de velocidade de 1,5 a dois nós (2,8 a 3,7 quilômetros por hora) em relação à Classe Mackensen.
O vice-almirante Reinhard Scheer, o comandante da Frota de Alto-Mar, expressou durante uma reunião em 29 de abril sua preferência pelo GK2, que era o maior e mais veloz dos três. Alguma consideração foi dada para a ideia de que o novo projeto deveria ser uma fusão de couraçado e cruzador de batalha, um conceito que Guilherme defendia há anos. O chamado "grosskampfschiff" (grande navio de combate) simplificaria os trabalhos de projeto e construção, mas o contra-almirante Georg Hebbinghaus, o chefe do Departamento Geral da Marinha, destacou que Leis Navais não permitiriam tal mudança e que novas legislações precisariam ser escritas para permitir esse novo tipo de navio. Hebbinghaus mesmo assim permitiu que a equipe de projeto tivesse alguma margem de manobra no desenvolvimento dos navios para ser usado para burlar algumas restrições legais.
Hebbinghaus, durante uma reunião em 12 de agosto, afirmou que queria construir navios similares aos projetos de couraçados tradicionais, preferindo sobrevivência sobre poder ofensivo; ele argumentou que a Classe Mackensen poderia ser cancelada em favor desse novo tipo, pois tinha sido projetada antes da Marinha Imperial ter qualquer experiência de guerra para se basear. Capelle afirmou que os trabalhos nos quatro últimos membros da Classe Mackensen não tinham progredido muito e assim deveriam ser encomendados novamente sob um novo projeto, o GK6, que ele apresentou. Este projeto era de navios armados com oito canhões de 380 milímetros, deslocamento de 36,5 mil toneladas e velocidade máxima de 28 nós (52 quilômetros por hora). Scheer era contra a redução de velocidade em relação ao GK3, que teria 29,5 nós (54,6 quilômetros por hora), e por algum tempo as propostas de Hebbinghaus e Capelle a nada levaram. Outra reunião em 24 de agosto concluiu que as sete embarcações da Classe Mackensen deveriam ser concluídas como projetadas, com o Departamento Geral da Marinha comentando que eles "ainda assim representariam uma adição muito valiosa para a frota em 1919".
Hebbinghaus levantou novamente a questão da bateria principal em 31 de outubro, já que tinha se tornado conhecimento público que a Marinha dos Estados Unidos iria construir os cruzadores de batalha da Classe Lexington, supostamente com canhões de 406 milímetros, enquanto a Marinha Real Britânica estava armando sua Classe Renown com armas de 381 milímetros. Nesta altura, a maior parte dos recursos de construção alemães tinham sido redirecionados para submarinos, assim os novos navios não ficariam prontos antes de 1920; consequentemente, a Classe Mackensen seria inferior aos projetos estadunidense e britânico. Hebbinghaus defendeu que os cruzadores de batalha fossem armados com canhões de pelo menos 380 milímetros, mas preferencialmente 400 ou 430 milímetros. A construção do Ersatz Friedrich Carl, quarto membro da Classe Mackensen, tinha começado em novembro de 1914 e assim ele estava muito adiantado para sofrer alterações de projeto, deixando apenas os três últimos membros da classe disponíveis para rearmamento. O Departamento de Construção se apressou para criar um projeto com armas de 380 milímetros, mas foi prejudicado pelo fato da Marinha Imperial já ter encomendado maquinários e placas de blindagem, com o trabalho nos materiais já tendo começado. Inclusive, o batimento de quilha do Ersatz Yorck tinha ocorrido em julho.

## Projeto

### Características
Scheer pediu que os novos navios tivessem um aumento de armamento, blindagem e velocidade quando comparados à Classe Mackensen, mas apenas o armamento pode ser aumentado por causa das restrições impostas, com a blindagem do convés e a velocidade máxima sendo ligeiramente reduzidas para manter o deslocamento dentro do limite. O deslocamento cresceu em aproximadamente 2,5 mil toneladas em relação à Classe Mackensen, com mil toneladas apenas por consequência dos canhões de 380 milímetros. O comprimento e calado também foram aumentados para impedir que a velocidade diminuísse muito. Os sistemas de propulsão já tinham sido encomendados e assim foram mantidos essencialmente iguais aos da Classe Mackensen, porém rearranjos internos iriam permitir que a exaustão das caldeiras fosse canalizada para uma única grande chaminé em vez das duas da Classe Mackensen, o que proporcionaria várias vantagens. Estas incluíam a redução da interferência da fumaça nas gáveas e espaço adicional para colocar o mastro de tripé mais para ré, o que reduziria o risco dele cair em cima da torre de comando em caso de danos em combate, além de aumentar o campo de visão da gávea.
Os cruzadores de batalha da Classe Ersatz Yorck teriam 227,8 metros de comprimento da linha de flutuação, uma boca de 30,4 metros e um calado de 9,3 metros. O deslocamento normal seria de 33,5 mil toneladas e o deslocamento carregado de 38 mil toneladas. Os cascos seriam construídos com armações de aço longitudinais com as placas externas rebitadas em cima. Os cascos seriam subdivididos em dezoito compartimentos estanques. A tripulação de cada embarcação teria 47 oficiais e 1 180 marinheiros.

### Propulsão
Como todos os cruzadores de batalha alemães, o sistema de propulsão da Classe Ersatz Yorck seria de quatro conjuntos de turbinas a vapor Parsons, cada uma girando uma hélice de três lâminas com 4,2 metros de diâmetro. O vapor para as turbinas viria de 24 caldeiras a carvão Schulz-Thornycroft e oito caldeiras a óleo combustível Schulz-Thornycroft. O Ersatz Yorck e Ersatz Gneisenau usariam uma transmissão fluída Föttinger para suas turbinas, enquanto o Ersatz Scharnhorst manteria a transmissão direta de engrenagens acopladas. A energia elétrica para as embarcações seria proporcionada por geradores a diesel. Teriam dois lemes lado a lado para controlar a direção.
A potência indicada seria de 91 mil cavalos-vapor (66,9 quilowatts) com 295 rotações por minuto para uma velocidade máxima de 27,3 nós (50,6 quilômetros por hora). Foram projetados para carregar 850 toneladas de carvão e 250 toneladas de óleo combustível em depósitos dedicados. Entretanto, as áreas entre a antepara antitorpedo e a parte externa do casco também poderiam ser usadas para armazenar combustível. Isto aumentaria os totais para quatro mil toneladas de carvão e duas mil toneladas de óleo combustível. Com o armazenamento no máximo, os navios teriam uma autonomia de 5,5 mil milhas náuticas (10,2 mil quilômetros) a catorze nós (26 quilômetros por hora).

### Armamento
O armamento principal da Classe Ersatz Yorck seria de oito canhões calibre 45 de 380 milímetros montados em quatro torres de artilharia duplas do tipo Drh LC/1913; este armamento seria idêntico àquele instalado nos couraçados da Classe Bayern. As torres ficariam arranjadas com duas à vante e duas à ré, em ambos os casos com uma sobreposta a outra. As torres originalmente poderiam abaixar até oito graus negativos e elevar até dezesseis graus, porém durante a guerra as torres do SMS Bayern foram modificadas para elevar até vinte graus, um alteração comum feita em vários navios alemães na segunda metade do conflito. Os canhões precisariam retornar para um ângulo de 2,5 graus para serem recarregados. As armas teriam um alcance máximo de 20,2 quilômetros. Cada torre teria um telêmetro estereoscópico. A intenção era para que cada embarcação tivesse um carregamento de 720 projéteis, ou noventa para cada canhão; esses projéteis pesariam 750 quilogramas, relativamente leves para seu tamanho. Teriam projéteis perfurantes e projéteis altamente explosivos, com sessenta do primeiro e trinta do segundo. Os projéteis perfurantes poderiam atravessar 336 milímetros de blindagem a uma distância de vinte quilômetros. A cadência de tiro seria de aproximadamente um disparo a cada 38 segundos, enquanto a velocidade de saída seria de 805 metros por segundo.
O armamento secundário consistiria em doze canhões calibre 45 de 149 milímetros montados em casamatas blindadas nas laterais da superestrutura central. A intenção dessas armas era a defensa contra barcos torpedeiros e cada navio no total teria um suprimento de 2 240 projéteis. Os canhões inicialmente teriam um alcance máximo de 13,5 quilômetros, mas alterações em 1915 permitiriam que alcançassem 16,8 quilômetros. A cadência de tiro sustentada seria de cinco a sete disparos por minuto. Os projéteis pesariam 45,3 quilogramas e seriam carregados com uma carga de propelente RPC/12 de 13,7 quilogramas em um cartucho de latão. A velocidade de saída seria de 835 metros por segundo. Os cruzadores de batalha também seriam equipados com oito canhões antiaéreos calibre 45 de 88 milímetros em montagens pedestais individuais. Quatro ficariam ao redor das duas torres de artilharia principais de ré e as quatro restantes ao redor da torre de comando de vante. As montagens seriam do modelo MPL C/13, que permitiriam abaixar até dez graus negativos e elevar até setenta graus. Disparariam projéteis de nove quilogramas e a altura efetiva de disparo em elevação máxima seria de 9,1 quilômetros.
A Classe Ersatz Yorck também seria armada com tubos de torpedo submersos. Teriam três tubos de 600 milímetros: um na proa e um em cada lateral. Os torpedos seriam do tipo H8, que teriam nove metros de comprimento e uma ogiva de 210 quilogramas de hexanita. Existiriam duas configurações de alcance e velocidade: oito quilômetros a 35 nós (65 quilômetros por hora) ou quinze quilômetros a 28 nós (52 quilômetros por hora). Os navios teriam um suprimento de aproximadamente quinze torpedos.

### Blindagem
A Classe Ersatz Yorck seria protegida com blindagem de aço cimentado Krupp, o padrão alemão do período. O esquema de blindagem seria idêntico ao da Classe Mackensen, que por sua vez seria muito similar ao esquema da Classe Derfflinger.  Teriam um cinturão principal de trezentos milímetros de espessura na cidadela central, onde as partes mais importantes ficariam, incluindo os depósitos de munição e salas de máquinas. A espessura do cinturão reduziria em outras áreas, para 120 milímetros à vante e cem milímetros à ré. Diminuiria para trinta milímetros na proa, porém a popa não teria blindagem alguma. Uma antepara antitorpedo de 45 milímetros correria pelo comprimento do casco alguns metros atrás do cinturão. O convés blindado principal teria trinta milímetros de espessura sobre áreas menos importantes e oitenta milímetros sobre áreas mais críticas.
A torre de comando de vante seria protegida por laterais de trezentos milímetros e teto de 130 milímetros. Já a torre de comando de ré teria menos proteção, com laterais de duzentos milímetros e teto de cinquenta milímetros. As torres de artilharia teriam laterais de 270 milímetros e tetos de 110 milímetros. As casamatas da bateria secundária teriam uma proteção de 150 milímetros, enquanto as armas em si teriam escudos de setenta milímetros para proteger os artilheiros de estilhaços.

## Navios
| Navio              | Construtor    | Batimento     | Destino            |
| ------------------ | ------------- | ------------- | ------------------ |
| Ersatz Yorck       | AG Vulcan     | junho de 1916 | Cancelados em 1918 |
| Ersatz Gneisenau   | Germaniawerft | —             | Cancelados em 1918 |
| Ersatz Scharnhorst | Blohm & Voss  | —             | Cancelados em 1918 |

## Cancelamento
Os contratos para as construções dos navios tinham originalmente sido alocados enquanto ainda seriam membros da Classe Mackensen. O Ersatz Yorck,  substituto do cruzador blindado Yorck, foi entregue para a AG Vulcan em Hamburgo em 10 de abril de 1915. O Ersatz Gneisenau, substituto do cruzador blindado SMS Gneisenau, foi entregue para a Germaniawerft em Kiel. Já o Ersatz Scharnhorst, substituto do cruzador blindado SMS Scharnhorst, foi para a Blohm & Voss em Hamburgo. O batimento de quilha do Ersatz Yorck ocorreu em julho de 1916 sob o número de construção 63 e sua seção de meia-nau do casco já tinha sido montada na época que foi redesignado para a nova classe.
As embarcações nunca foram finalizadas, principalmente porque em 1917 quase toda a indústria de construção naval alemã tinha sido redirecionada para dar apoio para a campanha de submarinos, que tinha se tornado a prioridade de Marinha Imperial. Trabalhos no Ersatz Yorck só ocorreram após de 1917 a fim de manter ocupados trabalhadores que não poderiam ser empregados na construção de submarinos. O Escritório Imperial Naval apresentou um relatório em 1º de fevereiro de 1918 que afirmava que a construção de navios capitais deveria ser paralisada, principalmente pela prioridade na guerra de submarinos. Consequentemente, as armações de casco que já tinham sido montadas foram desmontadas na rampa de lançamento. Alguns materiais para o Ersatz Gneisenau tinham sido construídos, incluindo seus geradores a diesel, que foram posteriormente instalados nos submarinos SM U-151, SM U-152, SM U-153 e SM U-154. Nenhum trabalho foi feito no Ersatz Scharnhorst antes dos navios serem cancelados.
A equipe de projeto reviveu o conceito do grosskampfschiff com uma série de estudos que iam desde contrapartes para os pequenos cruzadores de batalha britânicos da Classe Courageous até cruzadores de batalha grandes de 45 mil toneladas com canhões de 420 milímetros. Esses estudos demonstraram que o tipo de navio que Scheer queria era impraticável por causa das limitações de tamanho impostas pela infraestrutura da Marinha Imperial, especialmente as docas secas existentes e o Canal Imperador Guilherme. Apesar da Classe Ersatz Yorck nunca ter sido construída, seu projeto foi o ponto de partida para os couraçados da Classe Scharnhorst da década de 1930.